# Dimitrie Leonida (stație de metrou)
Dimitrie Leonida (denumită între 1986 și 2009 IMGB) este o stație de metrou din București.
În urma unor dezbateri publice, la care au participat locuitori ai Capitalei și Agenția pentru Strategii Guvernamentale, noua denumire a stației este Dimitrie Leonida.